# Prothèse maxillo-faciale
Une prothèse maxillo-faciale est un dispositif prothétique, amovible ou non, apte à remplacer tant structurellement que fonctionnellement un fragment de tissu buccal ou facial perdu lors d'événements divers : traumatismes, cancers, pathologies congénitales (fentes naso-labio-alveolo-maxillo-vélaires par exemple).

On peut classer schématiquement les prothèses maxillo-faciales en deux catégories principales: les prothèses faciales (épithèses ou épi-prothèses) et les prothèses endo-orales (étage moyen de la face et étage inférieur de la face).
Par exemple à la suite d'un cancer du ramus mandibulaire, qu'il soit de nature osseuse ou résultant de métastases provenant d'autres foyers tumoraux, il est possible d'implanter une prothèse apte à suppléer l'os détruit, rendant possible une réimplantation dentaire sous forme de prothèse fixe (pont ou pivot) ou amovible.
Autre exemple plus spectaculaire est possible une prothèse amovible de nez à la suite d'un cancer du nasopharynx.